# Tidsresenärerna (säsong 16–20)

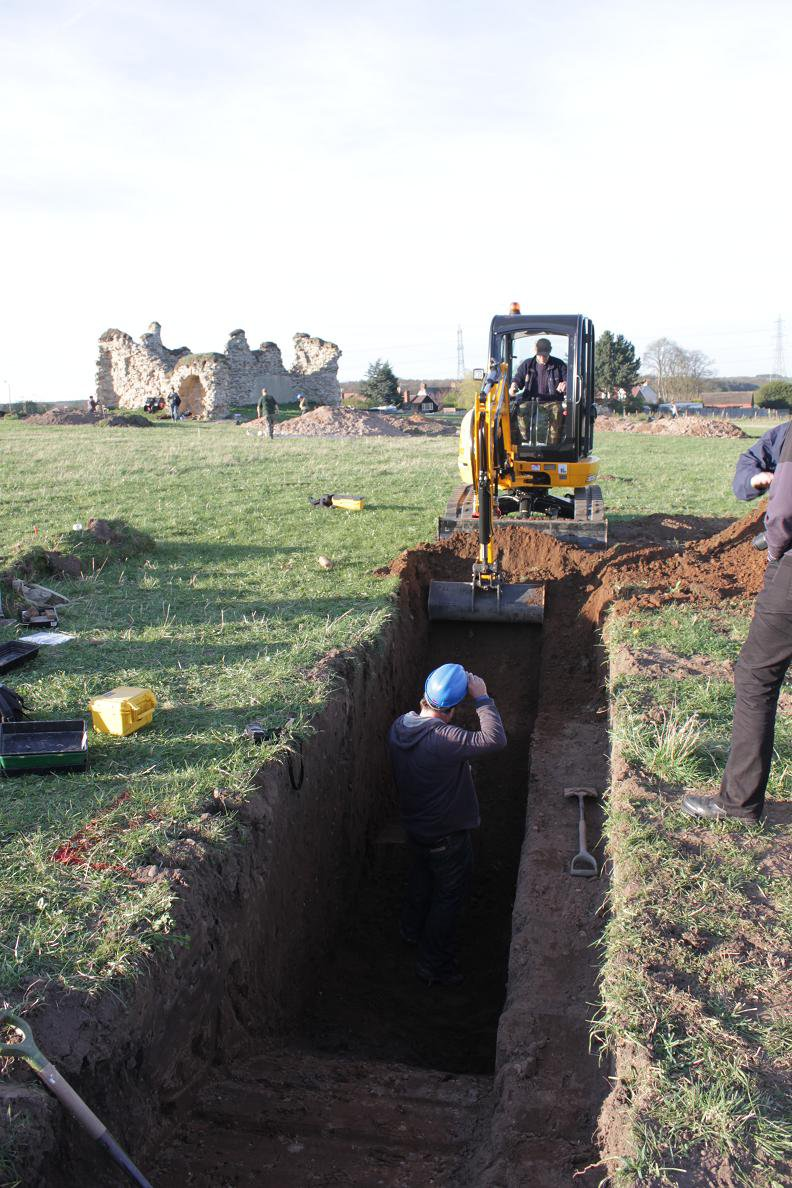
Utgrävning vid kung Johns palats, 2010.

Tidsresenärerna (säsong 16–20) är fem säsonger i den arkeologiska TV-serien Tidsresenärerna (Time Team). De producerades 2008–2012 och sändes ursprungligen på Channel 4 2009–2013.

## Säsonger och avsnitt
Avsnittsnumreringen refererar till sändningsdatum och inkluderar även speciella avsnitt som sänds mellan den reguljära säsongens avsnitt. Specialavsnitten listas i Tidsresenärerna (övriga avsnitt).

### Säsong 16 (2009)

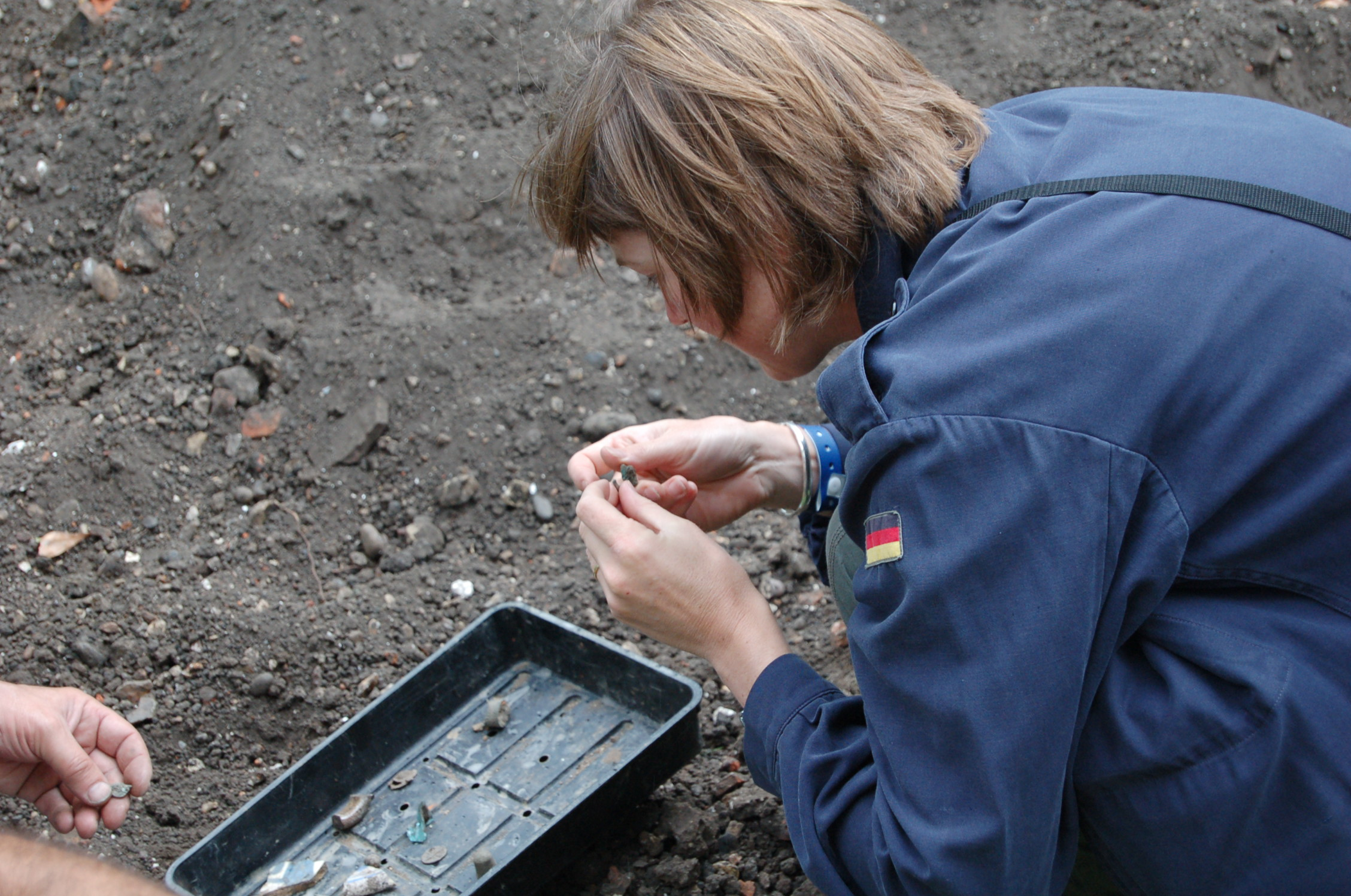
Helen Geake besiktigar funna metallföremål, från utgrävning vid Lincoln's Inn, september 2008.

| Nummer | Nr/säsong | Originaltitel (översättning)                                    | Plats                          | Koordinater                                   | Originalvisning |
| ------ | --------- | --------------------------------------------------------------- | ------------------------------ | --------------------------------------------- | --------------- |
| 194    | 1         | "The Trouble with Temples" (Tempelproblem)                      | Friar's Wash, Hertfordshire    | 51°49′09″N 0°24′16″V / 51.8193°N 0.4045°V     | 2009-01-04      |
|        |           |                                                                 |                                |                                               |                 |
| 195    | 2         | "The Wedding Present" (Bröllopsgåvan)                           | Scargill, County Durham        | 54°29′29″N 1°55′22″V / 54.49125°N 1.92279°V   | 2009-01-11      |
|        |           |                                                                 |                                |                                               |                 |
| 196    | 3         | "Heroes' Hill" (Hjältarnas kulle)                               | Knockdhu, County Antrim        | 54°53′28″N 5°54′19″V / 54.89111°N 5.905278°V  | 2009-01-18      |
|        |           |                                                                 |                                |                                               |                 |
| 197    | 4         | "Toga Town" (Togastan)                                          | Caerwent, Monmouthshire        | 51°40′36″N 2°46′00″V / 51.6767°N 2.7667°V     | 2009-01-25      |
|        |           |                                                                 |                                |                                               |                 |
| 198    | 5         | "Blood, Sweat and Beers" (Blod, svett och bira)                 | Rise Hill, Cumbria             | 54°17′52″N 2°21′35″V / 54.29789°N 2.35983°V   | 2009-02-01      |
|        |           |                                                                 |                                |                                               |                 |
| 199    | 6         | "Buried Bishops and Belfries" (Begravda biskopar och klocktorn) | Salisbury Cathedral, Wiltshire | 51°03′53″N 1°47′51″V / 51.064722°N 1.7975°V   | 2009-01-08      |
|        |           |                                                                 |                                |                                               |                 |
| 200    | 7         | "Anarchy in the UK"                                             | Radcot, Oxfordshire            | 51°41′35″N 1°35′19″V / 51.693081°N 1.588644°V | 2009-01-15      |
|        |           |                                                                 |                                |                                               |                 |
| 201    | 8         | "Mystery of the Ice Cream Villa" (Mysteriet med glassvillan)    | Colworth, Bedfordshire         | 52°13′56″N 0°34′38″V / 52.23212°N 0.57711°V   | 2009-01-22      |
|        |           |                                                                 |                                |                                               |                 |
| 202    | 9         | "Hermit Harbour" (Eremithamnen)                                 | Looe, Cornwall                 | 50°20′27″N 4°27′15″V / 50.34086°N 4.45412°V   | 2009-03-01      |
|        |           |                                                                 |                                |                                               |                 |
| 203    | 10        | "Called to the Bar" (xxx)                                       | Lincoln's Inn, London          | 51°30′59″N 0°06′50″V / 51.516448°N 0.113760°V | 2009-03-08      |
|        |           |                                                                 |                                |                                               |                 |
| 204    | 11        | "Beacon on the Fens" (xxx)                                      | Cambridgeshire                 | 52°24′57″N 0°01′41″V / 52.415706°N 0.028039°V | 2009-03-15      |
|        |           |                                                                 |                                |                                               |                 |
| 205    | 12        | "The Hollow Way" (Hålvägen)                                     | Ulnaby, County Durham          | 54°32′56″N 1°38′58″V / 54.549014°N 1.649417°V | 2009-03-22      |
|        |           |                                                                 |                                |                                               |                 |
| 206    | 13        | "Skeletons in the Shed" (Skelett i skjulet)                     | Blythburgh, Suffolk            | 52°19′19″N 1°35′47″Ö / 52.32183°N 1.59640°Ö   | 2009-03-29      |
|        |           |                                                                 |                                |                                               |                 |

### Säsong 17 (2010)

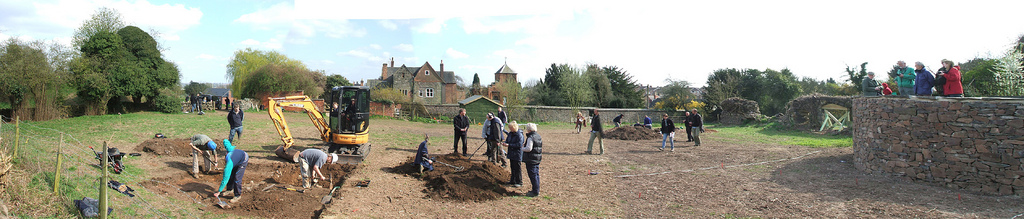
Utgrävning i Groby, 2010.

| Nummer            | Nr/säsong | Originaltitel (översättning)                                                           | Plats                                   | Koordinater                                  | Originalvisning |
| ----------------- | --------- | -------------------------------------------------------------------------------------- | --------------------------------------- | -------------------------------------------- | --------------- |
| 210               | 1         | "Corridors of Power" (Maktens korridorer)                                              | Westminster Abbey, London               | 51°29′58″N 0°07′39″V / 51.49944°N 0.12750°V  | 2010-04-18      |
|                   |           |                                                                                        |                                         |                                              |                 |
| 211               | 2         | "A Saintly Site" (En helgonliknande plats)                                             | Isle of Mull, Inner Hebrides            | 56°37′12″N 6°04′12″V / 56.62000°N 6.07000°V  | 2010-04-25      |
|                   |           |                                                                                        |                                         |                                              |                 |
| 212               | 3         | "Bridge over the River Tees" (Bron över Tees)                                          | Piercebridge, County Durham             | 54°32′16″N 1°40′35″V / 54.53778°N 1.67639°V  | 2010-05-02      |
|                   |           |                                                                                        |                                         |                                              |                 |
| 213               | 4         | "In the Halls of a Saxon King" (I en saxisk kungs salar)                               | Sutton Courtenay (Drayton), Oxfordshire | 51°38′31″N 1°16′33″V / 51.64194°N 1.27583°V  | 2010-05-09      |
|                   |           |                                                                                        |                                         |                                              |                 |
| 214               | 5         | "The Massacre in the Cellar" (Massakern i källaren)                                    | Hopton Castle, Shropshire               | 52°23′45″N 2°55′54″V / 52.39583°N 2.93167°V  | 2010-05-16      |
|                   |           |                                                                                        |                                         |                                              |                 |
| 216               | 6         | "Potted History" (Planterad historia)                                                  | Mildenhall, Wiltshire                   | 51°25′32″N 1°32′01″V / 51.42556°N 1.53361°V  | 2010-05-23      |
|                   |           |                                                                                        |                                         |                                              |                 |
| 218               | 7         | "Death and Dominoes: The First POW Camp" (Död och domino: Det första krigsfångelägret) | Norman Cross, Cambridgeshire            | 52°30′20″N 00°17′25″V / 52.50556°N 0.29028°V | 2010-10-03      |
|                   |           |                                                                                        |                                         |                                              |                 |
| 219               | 8         | "Something for the Weekend" (Något för helgen)                                         | Tregruk Castle, Llangybi, Monmouthshire | 51°40′17″N 2°55′15″V / 51.67139°N 2.92083°V  | 2010-10-10      |
|                   |           |                                                                                        |                                         |                                              |                 |
| 221               | 9         | "Governor's Green" (Guvernörens gräsplan)                                              | Governor's Green, Portsmouth            | 50°47′19″N 1°06′11″V / 50.78861°N 1.10306°V  | 2010-10-24      |
|                   |           |                                                                                        |                                         |                                              |                 |
| 222               | 10        | "Priory Engagement" (Att ta sig an en priorinnekloster)                                | Burford, Oxfordshire                    | 51°48′28″N 1°38′13″V / 51.80778°N 1.63694°V  | 2010-10-31      |
|                   |           |                                                                                        |                                         |                                              |                 |
| 223               | 11        | "There's a Villa Here Somewhere" (Här finns en villa… någonstans)                      | Litlington, Cambridgeshire              | 52°03′57″N 0°05′14″V / 52.06583°N 0.08722°V  | 2010-11-07      |
|                   |           |                                                                                        |                                         |                                              |                 |
| 224               | 12        | "Commanding Heights" (Imponerande höjder)                                              | Dinmore Hill, Herefordshire             | 52°09′39″N 2°42′04″V / 52.16083°N 2.70111°V  | 2010-11-14      |
|                   |           |                                                                                        |                                         |                                              |                 |
| 237[källa behövs] | 13        | "Rooting for the Romans" (Hurra för romarna)                                           | Bedford Purlieus Wood, Cambridgeshire   | 52°35′13″N 00°27′35″V / 52.58694°N 0.45972°V | 2011-04-17      |
|                   |           |                                                                                        |                                         |                                              |                 |

### Säsong 18 (2011)
| Nummer | Nr/säsong | Originaltitel (översättning)                                           | Plats                        | Koordinater                                      | Originalvisning |
| ------ | --------- | ---------------------------------------------------------------------- | ---------------------------- | ------------------------------------------------ | --------------- |
| 225    | 1         | "Reservoir Rituals" (Reservoarritualer)                                | Tottiford Reservoir, Devon   | 50°38′9.6″N 3°40′58.8″V / 50.636000°N 3.683000°V | 2011-02-06      |
|        |           |                                                                        |                              |                                                  |                 |
| 226    | 2         | "Saxon Death, Saxon Gold" (Saxisk död, saxiskt guld)                   | West Langton, Leicestershire | 52°31′33″N 0°56′24″V / 52.52583°N 0.94000°V      | 2011-02-13      |
|        |           |                                                                        |                              |                                                  |                 |
| 227    | 3         | "Romans on the Range" (Romare på landet)                               | High Ham, Somerset           | 51°4′35″N 2°49′13″V / 51.07639°N 2.82028°V       | 2011-02-20      |
|        |           |                                                                        |                              |                                                  |                 |
| 228    | 4         | "Hitler's Island Fortress" (Hitlers öfästning)                         | Les Gellettes, Jersey        | 49°12′35″N 2°9′36″V / 49.20972°N 2.16000°V       | 2011-02-27      |
|        |           |                                                                        |                              |                                                  |                 |
| 229    | 5         | "Furnace in the Forest" (Smältugnen i skogen)                          | Derwentcote, County Durham   | 54°54′14″N 1°47′50″V / 54.90389°N 1.79722°V      | 2011-03-06      |
|        |           |                                                                        |                              |                                                  |                 |
| 230    | 6         | "Under the Gravestones" (Under gravstenarna)                           | Castor, Cambridgeshire       | 52°34′22″N 0°20′34″V / 52.57278°N 0.34278°V      | 2011-03-13      |
|        |           |                                                                        |                              |                                                  |                 |
| 232    | 7         | "House of the White Queen" (Den vita drottningens hus)                 | Groby, Leicestershire        | 52°39′50″N 1°13′37″V / 52.66389°N 1.22694°V      | 2011-03-20      |
|        |           |                                                                        |                              |                                                  |                 |
| 233    | 8         | "Cannons and Castles" (Kanoner och slott)                              | Mont Orgueil, Jersey         | 49°11′58″N 2°1′10″V / 49.19944°N 2.01944°V       | 2011-03-27      |
|        |           |                                                                        |                              |                                                  |                 |
| 234    | 9         | "Mystery of the Manor Moat" (Mysteriet med herrgårdens vallgrav)       | Llancaiach Fawr, South Wales | 51°39′41″N 3°16′53″V / 51.66139°N 3.28139°V      | 2011-04-03      |
|        |           |                                                                        |                              |                                                  |                 |
| 235    | 10        | "Search for the Domesday Mill" (På jakt efter domedagskvarnen/-bruket) | Buck Mill, Somerset          | 51°10′48″N 3°0′0″V / 51.18000°N 3.00000°V        | 2011-04-10      |
|        |           |                                                                        |                              |                                                  |                 |

### Säsong 19 (2012)
| Nummer | Nr/säsong | Originaltitel (översättning)                                                                    | Plats                          | Koordinater                                 | Originalvisning |
| ------ | --------- | ----------------------------------------------------------------------------------------------- | ------------------------------ | ------------------------------------------- | --------------- |
| 243    | 1         | "Dig By Wire" (Fjärrutgrävning)                                                                 | Gateholm Island, Pembrokeshire | 51°43′10″N 5°13′50″V / 51.71944°N 5.23056°V | 2012-01-22      |
|        |           |                                                                                                 |                                |                                             |                 |
| 244    | 2         | "A Village Affair" (En byhistoria)                                                              | Bitterley, Shropshire          | 52°23′29″N 2°37′56″V / 52.39139°N 2.63222°V | 2012-01-29      |
|        |           |                                                                                                 |                                |                                             |                 |
| 245    | 3         | "The Drowned Town" (Den dränkta staden)                                                         | Dunwich, Suffolk               | 52°16′34″N 1°37′48″Ö / 52.27611°N 1.63000°Ö | 2012-02-05      |
|        |           |                                                                                                 |                                |                                             |                 |
| 246    | 4         | "The First King of Racing" (Den första fartkungen)                                              | Newmarket, Suffolk             | 52°14′38″N 0°24′26″Ö / 52.24389°N 0.40722°Ö | 2012-02-12      |
|        |           |                                                                                                 |                                |                                             |                 |
| 247    | 5         | "Chapel of Secrets" (Hemligheternas kapell)                                                     | Beadnell, Northumberland       | 55°33′04″N 1°37′18″V / 55.55111°N 1.62167°V | 2012-02-19      |
|        |           |                                                                                                 |                                |                                             |                 |
| 248    | 6         | "A Copper Bottomed Dig" (En utgrävning med koppar i botten)                                     | Pentrechwyth, Swansea          | 51°38′02″N 3°55′59″V / 51.63389°N 3.93306°V | 2012-02-26      |
|        |           |                                                                                                 |                                |                                             |                 |
| 249    | 7         | "The Only Earl Is Essex" (Den enda greven är Essex)                                             | Colne Priory, Essex            | 51°55′36″N 0°42′36″Ö / 51.92667°N 0.71000°Ö | 2012-03-04      |
|        |           |                                                                                                 |                                |                                             |                 |
| 250    | 8         | "Secrets of the Dunes" (Dynernas hemligheter)                                                   | Kenfig, Bridgend               | 51°31′44″N 3°43′44″V / 51.52889°N 3.72889°V | 2012-03-18      |
|        |           |                                                                                                 |                                |                                             |                 |
| 252    | 9         | "Rome's Wild West" (Roms vilda västern)                                                         | Caerleon, Newport              | 51°36′24″N 2°57′58″V / 51.60667°N 2.96611°V | 2012-03-25      |
|        |           |                                                                                                 |                                |                                             |                 |
| 253    | 10        | "How to Lose a Castle" (Hur man förlorar ett slott)                                             | Crewkerne, Somerset            | 50°53′32″N 2°49′29″V / 50.89222°N 2.82472°V | 2012-04-01      |
|        |           |                                                                                                 |                                |                                             |                 |
| 254    | 11        | "King John's Lost Palace" (Kung Johns förlorade palats)                                         | Clipstone, Nottinghamshire     | 53°10′36″N 1°05′56″V / 53.17667°N 1.09889°V | 2012-04-08      |
|        |           |                                                                                                 |                                |                                             |                 |
| 256    | 12        | "Time Team's Guide to Burial - Compilation" (Tidsresenärernas samlade grävguide)                | –                              |                                             | 2012-04-29      |
|        |           |                                                                                                 |                                |                                             |                 |
| 257    | 13        | "Time Team's Greatest Discoveries - Compilation" (Tidsresenärernas största upptäckter – samlat) | –                              |                                             | 2012-05-13      |
|        |           |                                                                                                 |                                |                                             |                 |

### Säsong 20 (2012/2013)
| Nummer | Nr/säsong | Originaltitel (översättning)                                                                            | Plats                              | Koordinater                                 | Originalvisning |
| ------ | --------- | --- | ---------------------------------- | ------------------------------------------- | --------------- |
| 259    | 1         | "The Forgotten Gunners of WWI" (Första världskrigets glömda kulspruteskyttar)                           | Grantham, East Midlands            | 52°55′53″N 0°36′50″V / 52.93139°N 0.61389°V | 2012-11-11      |
|        |           | |                                    |                                             |                 |
| 260    | 2         | "Brancaster"                                                                                            | Brancaster, Norfolk                | 52°57′50″N 0°39′07″Ö / 52.96389°N 0.65194°Ö | 2013-01-06      |
|        |           | |                                    |                                             |                 |
| 261    | 3         | "A Capital Hill" (En huvudkulle)                                                                        | Ely, Cardiff                       | 51°28′02″N 3°14′55″V / 51.46722°N 3.24861°V | 2013-01-13      |
|        |           | |                                    |                                             |                 |
| 262    | 4         | "Henham's Lost Mansions" (Henhams förlorade herrgårdar)                                                 | Henham Park, Suffolk               | 52°20′30″N 1°36′4″Ö / 52.34167°N 1.60111°Ö  | 2013-01-20      |
|        |           | |                                    |                                             |                 |
| 263    | 5         | "Warriors" (Krigare)                                                                                    | Figheldean, Wiltshire              | 51°13′16″N 1°45′51″V / 51.22111°N 1.76417°V | 2013-01-27      |
|        |           | |                                    |                                             |                 |
| 264    | 6         | "Lost Mines of Lakeland" (Lakelands förlorade gruvor)                                                   | Coniston, Cumbria                  | 54°22′52″N 3°6′11″V / 54.38111°N 3.10306°V  | 2013-02-03      |
|        |           | |                                    |                                             |                 |
| 265    | 7         | "Horseshoe Hall" (Hästskosalen)                                                                         | Oakham Castle, Rutland             | 52°40′15″N 0°43′39″V / 52.67083°N 0.72750°V | 2013-02-10      |
|        |           | |                                    |                                             |                 |
| 266    | 8         | "Mystery of the Thames-side Villa" (Mysteriet med villan vid Temsen)                                    | Sutton Courtenay, Oxfordshire      | 51°38′30″N 1°17′14″V / 51.64167°N 1.28722°V | 2013-02-17      |
|        |           | |                                    |                                             |                 |
| 267    | 9         | "The Lost Castle of Dundrum" (Dundrums förlorade slott)                                                 | Dundrum Castle, County Down        | 54°15′43″N 5°50′41″V / 54.26194°N 5.84472°V | 2013-02-23      |
|        |           | |                                    |                                             |                 |
| 268    | 10        | "Wolsey's Lost Palace" (Wolseys förlorade palats)                                                       | The More, Moor Park, Hertfordshire | 51°38′02″N 0°26′14″V / 51.63389°N 0.43722°V | 2013-03-03      |
|        |           | |                                    |                                             |                 |
| 269    | 11        | "An Englishman's Castle" (Ett slott för en engelsman)                                                   | Cosheston, Pembrokeshire           | 51°42′25″N 4°52′07″V / 51.70694°N 4.86861°V | 2013-03-10      |
|        |           | |                                    |                                             |                 |
| 270    | 12        | "The Time Team Guide to Experimental Archaeology" (Tidsresenärernas guide till experimentell arkeologi) | –                                  |                                             | 2013-03-17      |
|        |           | |                                    |                                             |                 |
| 271    | 13        | "Twenty Years of Time Team" (Tjugo år av tidsresor)                                                     | –                                  |                                             | 2013-03-24      |
|        |           | |                                    |                                             |                 |

## Se vidare
- Tidsresenärerna (övriga avsnitt)